# Alanine-aminotransferase
Alanine-aminotransferase of ALAT is een enzym dat de interconversie verzorgt van de aminogroep van het aminozuur L-alanine naar 2-oxoglutaraat. ALAT wordt voornamelijk aangetroffen in het cytoplasma van levercellen (hepatocyten) en in veel geringere mate in het hart en de nier. ALAT wordt in verhoogde concentraties (>41 U/L in volwassen mannen en >31 U/L in volwassen vrouwen) aan het bloed afgegeven bij beschadiging van levercellen, zoals bij infecties (bijvoorbeeld hepatitis A, hepatitis B of auto-immuunhepatitis), intoxicaties (medicijnen, alcohol, vergif) en galstuwing (afsluiting van galwegen waardoor levercellen beschadigd raken door bijvoorbeeld galstenen, galwegtumoren of vernauwingen in de galwegen). Bij verdenking van leveraandoeningen worden naast ALAT ook ASAT (Aspartaat-aminotransferase) en het LDH (melkzuurdehydrogenase) gemeten. Bij beschadiging lekken deze enzymen eveneens weg vanuit de levercellen naar het bloed. Bij galstuwing zijn naast ALAT, ASAT en LDH vooral Gamma-GT, en AF (alkalische fosfatase) fors verhoogd.
De mate van de verhoging van het gehalte aan ALAT en het ASAT, de duur van de verhoging en de onderlinge verhouding ASAT/ALAT geven een aanwijzing in de richting van de soort leverziekte. Zo kan er op basis van die resultaten onderscheid gemaakt worden tussen bijvoorbeeld acute en chronische hepatitis maar ook tussen hepatitis en galstuwing. Ook kan het resultaat van dit onderzoek een aanwijzing geven over de oorzaak van de hepatitis: dit kan bijvoorbeeld een virus zijn, overmatig alcoholgebruik of een auto-immuunziekte.